# Rigs of Rods
Rigs of Rods (RoR) es un videojuego de simulación de vehículos libre y de código abierto con dinámicas de cuerpos blandos. Fue creado originalmente en el año 2005 como un simulador de camiones todo terreno, pero ha sido desarrollado como un simulador de físicos versátil de estilo "sandbox". Entonces el juego estaba limitado a vehículos terrestres, pero desde entonces se han añadido barcos, aviones y trenes(Versión 4.0.7 en adelante). Los vehículos están construidos por vértices o nodos conectados con vigas (de ahí viene el nombre).
Rigs of Rods usa un motor físico que simula una red de nodos interconectados que forman el chasis y las ruedas permitiendo la deformación de objetos. De este modo al correr por un terreno con baches, o chocar con alguna pared el vehículo se deformará ligeramente o en aumento, con mucho realismo.
Tiene terrenos con alto detalle gráfico y muchas opciones a configurar, como efectos de todo tipo.
RoR es gratuito: se distribuye sin coste alguno (y desde el 8 de febrero de 2009 es un proyecto de código abierto bajo licencia GPLv3). Todos los derechos quedan reservado a sus autores. A cambio, si realizas algún vehículo para RoR, autorizas sea incluido en una versión oficial, por supuesto, se te reconocerá todos los créditos (tú mantienes el copyright de tu trabajo).
El 28 de mayo de 2012 salió a la luz un vídeo en YouTube donde se mostraba las físicas de un nuevo proyecto llamado BeamNG.drive, el cual cuenta con un motor físico basado en el que usa Rigs of Rods, utilizando como motor gráfico CryEngine 3, aunque posteriormente este fue sustituido por Torque3D. El simulador BeamNG.drive fue finalmente publicado el 3 de agosto de 2013, aún en desarrollo y fase alpha.
El 11 de junio de 2012 Rigs of Rods, su equipo de desarrollo y su código fue movido hacia GitHub donde se continúa el proyecto, aunque la única manera de que se pueda probar el programa actual es mediante el compilamiento del código para obtener un ejecutable funcional.

## Jugabilidad
Cada versión posee unos terrenos y vehículos a elegir por el usuario, que se mejoran con el tiempo siendo mejores en la última versión. Hay un sitio web donde se pueden descargar todo tipo de vehículos, escenarios y demás libremente.
La temática de juego es totalmente libre, sin tener que cumplir ningún objetivo. El jugador empieza normalmente en un punto en concreto del mapa y a partir de ahí puede moverse libremente a pie, con tal de subir a un vehículo y manejarlo. Normalmente para conducir un vehículo terrestre hay que entrar a la oficina del garaje, donde aparecerá la lista del total de vehículos disponibles. En caso de un barco, un avión o un tren tendremos que ir al puerto ,aeródromo,estación respectivamente.
El juego ofrece la posibilidad de hacer otras cosas aparte de conducir los vehículos, como transportarlos mediante otros vehículos ya sea por tierra, mar o aire, manejar partes del vehículo como palas de excavadora, cargueros de volquetes y mucho más.
También cuenta con opción multijugador, donde es posible interactuar con otros jugadores, hacer carreras, pero en sí, los jugadores hasta la fecha, no pueden colisionar entre ellos mismos, es decir no pueden chocar con autos entre jugadores, ya que lo traspasara.